# 杨国柱
楊國柱（？—1642年 †），義州衛人，明朝軍事人物。
楊振的從父，官至宣府总兵。崇禎十四年（1642年），清軍進攻錦州，爆發松錦之戰，七月二十六日洪承疇在寧遠誓師，率八總兵、十三萬人，二十八日抵錦州城南乳峰山一帶，二十九日，命楊國柱率領所部攻打西石門，楊國柱陷清军埋伏，中箭身亡，以山西總兵李輔明代之。